# Sifon van het Merwedekanaal

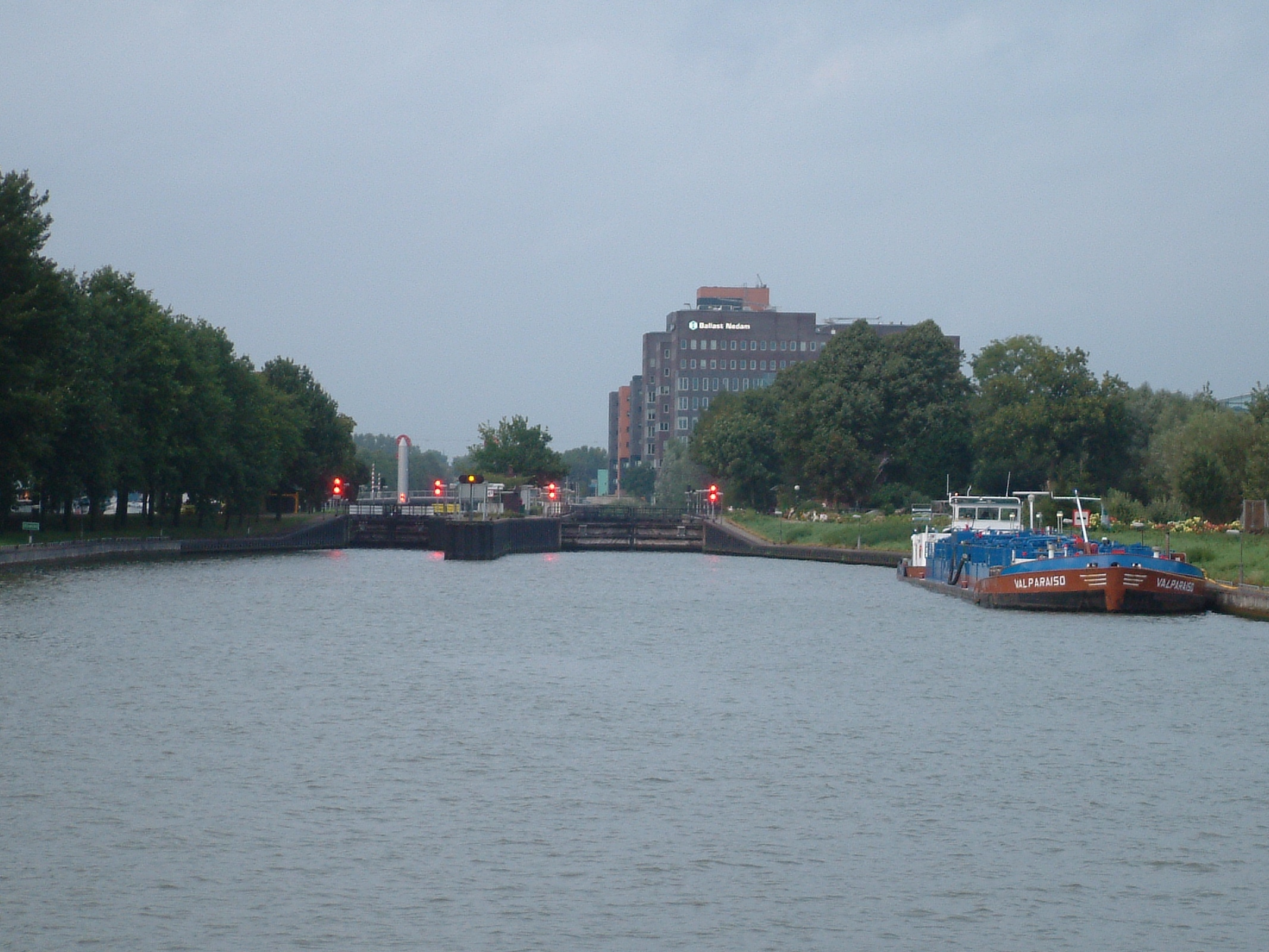
De Noordersluis in het Merwedekanaal, voor het Amsterdam-Rijnkanaal. Links van de sluis loopt de sifon onder het Amsterdam-Rijnkanaal.

De sifon van het Merwedekanaal is een onderleider oftewel watertransporttunnel die aan de zuidkant van de stad Utrecht twee takken van het Merwedekanaal verbindt onder het Amsterdam-Rijnkanaal (ARK) door. De huidige sifon bestaat sinds 1973 en is in de plaats gekomen voor een oudere, stalen doorgang.  Deze moest vervangen worden omdat het Amsterdam-Rijnkanaal verbreed werd. De watertransporttunnel verbindt als een grondduiker nabij het Huis de Geer in Nieuwegein de beide zijden van het Merwedekanaal, dat door het ARK in tweeën gesneden wordt.
Aan de noordkant van het Amsterdam-Rijnkanaal, in Amsterdam, loopt overigens ook een onderleider onder het Amsterdam-Rijnkanaal: de Syphonsluis bij het Gemaal Zeeburg.
Ook aan de zuidzijde van het kanaal bij Tiel bevindt zich een sifon waar het riviertje de Linge door geleid wordt. 

## Constructie

### Segmenten
De tunnel bestaat uit geprefabriceerde betonnen elementen, 3 meter lang, 2,85 meter hoog en 8,70 meter breed. Met deze elementen, die elk 70 ton wegen, is een tunnel gemaakt van 158 meter lengte. De tunnelsegmenten zijn gebouwd bij de betonfabriek Kats Prefab Beton in Kats op het eiland Noord-Beveland, waarna ze naar de bouwlocatie vervoerd zijn en geassembleerd in de tijdelijk drooggelegde sluiskolk van de Noordersluis bij Jutphaas.

### Aanleg
Om een precieze aansluiting tussen twee segmenten te bereiken, werd elk segment verticaal gestort, boven op het eerdere element. Hierdoor kon geen scheur ontstaan tussen de vloer en de zijwanden, als gevolg van het krimpen van het beton nadat het is uitgehard. Beton wordt tijdens het harden, als het nog vloeibaar is, warm en zet daardoor uit. Wanneer het beton hard is, is het op zijn warmst, en daarna krimpt het door afkoeling. Als het aangrenzende vloerdeel eerder gestort is, is dit al afgekoeld, en kan daardoor niet krimpen. Daardoor zou een scheur ontstaan in de tunnelwand, waardoor de tunnel zou gaan lekken. Daarnaast werden er twee identieke lengtematen gebruikt om een constante eenheid te krijgen. De segmenten werden verder uitgerust met ophangpunten en gaten voor voorspanningskabels.

### Afzinken
De tunnel is gebouwd volgens de afzink-methode. Dit gaat als volgt: het uitbaggeren van de sleuf vond tegelijkertijd met het verbreden van het Amsterdam-Rijnkanaal plaats. Na het baggeren werd er een vlakke laag grind in de sleuf gelegd om de tunnel goed uit te balanceren. Als laatste stap in het proces is het bouwdok vol met water gezet, waarna de tunnel naar de plaats van bestemming is gevaren en afgezonken. Als ballastlaag is er 50 centimeter onderwaterbeton in de tunnel gestort, waarna de sleuf afgedicht is.

## Referentie
Stiksma, K. (ed.), Tunnels in the Netherlands, underground transport connections, Rijkswaterstaat, Den Haag 1987